# V387 Возничего
V387 Возничего (лат. V387 Aurigae) — одиночная переменная звезда в созвездии Возничего на расстоянии (вычисленном из значения параллакса) приблизительно 29813 световых лет (около 9141 парсека) от Солнца. Видимая звёздная величина звезды — от +17,95m до +16,42m.

## Характеристики
V387 Возничего — пульсирующая переменная звезда типа RR Лиры (RRAB).